# Фемарнзундский мост
Фемарнзундский мост (нем. Fehmarnsundbrücke) — совмещенный автомобильно-железнодорожный мост через пролив Фемарн-Зунд в Балтийском море, соединяющий остров Фемарн с полуостровом Вагрии около Гросенброде (Шлезвиг-Гольштейн, Германия). 
По мосту проходит федеральная автодорога B207 (часть европейского маршрута Е47) и железнодорожная линия Любек—Путгарден, которая является частью транспортного коридора Vogelfluglinie, связывающего Гамбург и Копенгаген. Один из лучших образцов архитектуры мостов 1960-х годов.

## История
Первые планы относительно строительства железнодорожного моста через пролив датируются 1912 годом. После немецкой оккупации Дании во время Второй мировой войны архитектор Генрих Бартманн разработал проект совмещенного автомобильно-железнодорожного моста. В 1941 году Организация Тодта начала работы по строительству моста. Общий объем инвестиций составил 8 млн. рейхсмарок. Строительные работы были прекращены в 1942 году из-за войны.
Весной 1952 года началось обсуждение вопроса о строительстве моста или тоннеля через пролив.
По результатам архитектурного конкурса к реализации был выбран проект фирмы «Gutehoffnungshütte Sterkrade AG» (группа инженеров под руководством Г. Вильда) и архитектора Г. Ломера.
Строительные работы начались в январе 1960 года. Генподрядчиком была компания «Gutehoffnungshütte Baugesellschaft mbH», также были задействованы компании C.H. Jucho, Felten & Guilleaume и Flender-Werke AG (пролетное строение). Подвесные канаты были поставлены компанией Hüttenwerke Oberhausen Aktien Gesellschaft (HOAG), опорные части были изготовлены Maschinenfabrik Esslingen.
Монтаж пролетного строения был выполнен в течение 15 месяцев. Монтажные блоки подавались под сборку кабель-краном грузоподъемностью 38 т. Арки собирались одновременно от пят к замку навесным способом и от замка к пятам на подмостях, сооруженных в середине пролёта. Проезжая часть собиралась от опор к середине пролёта через проем в подмостях.
16 января 1963 года, когда из-за суровой зимы на несколько недель было прервано паромное сообщение с Фемарном, для снабжения острова было открыто рабочее движение по мосту. Через несколько недель мост снова был закрыт. Официальное открытие моста состоялось 30 апреля 1963 года. 14 мая 1963 года была открыта станция Путгарден и запущено железнодорожное движение.
В 1999 г. мост получил статус памятника и был внесён в список культурного наследия.
В декабре 2012 года стало известно, что существующий мост не сможет выдерживать возросшие транспортные нагрузки после открытия Фемарнбельтского моста.
26 августа 2014 года пресса сообщила, что федеральное правительство поручило Шлезвиг-Гольштейну приступить к разработке проекта нового перехода через Фемарнзунд. 
21 ноября 2018 года Государственное управление дорожного строительства и транспорта земли Шлезвиг-Гольштейн и DB Netz AG представили информацию о вариантах проекта:
- новое строительство совмещенного автомобильно-железнодорожного моста;
- новое строительство отдельных мостов для железной дороги и автодороги;
- строительство совмещенного автомобильно-железнодорожного тоннеля;
- комбинированные решения (мост для автодороги и железнодорожный туннель, железнодорожный мост и туннель для автодороги).

Также рассматривается вариант использования Фемарнзундского моста для автомобильного движения. Ожидается, что новый переход через пролив будет открыт не ранее 2028 года. 

Панорама моста со стороны юго-востока

## Конструкция
Мост металлический арочный. Общее количество пролётов — 8. Схема разбивки на пролеты: 2 х 102 + 248 + 5 х 102 м. Главный пролёт величиной 248,4 м перекрыт системой, представляющей собой комбинацию арок с балками: балки несут проезжую часть и одновременно служат затяжками, воспринимающими распор арок. Общий вес металла в пролетном строении с опорными частями и всеми деталями составил 3334 т. Судоходный пролет моста обеспечивает проход океанских судов шириной 240 м и высотой 23 м над уровнем воды.
Арки наклонены друг к другу и жестко соединены вблизи вершин: это позволило упростить конструкцию ветровых связей, увеличило продольную жесткость арок и, главное, обеспечило более равномерное распределение усилий между обеими арками, возникающих при несимметричной загрузке моста. Проезжая часть поддерживается системой перекрестных наклонных стальных тросов, что снизило прогибы пролётного строения
Автор проекта, архитектор Г. Ломер писал, что идею наклонных арок он «подхватил с воодушевлением, так как из этой компоновки можно в архитектурном смысле извлечь гораздо больше, чем из тривиальных решений с параллельными арками и с усложненными и беспокойными ветровыми связями». 
Мост предназначен для совмещенного движения: по нему проходит автомагистраль и железнодорожный путь, расположенный сбоку от автомагистрали (размещение железнодорожного пути по оси моста создавало большие затруднения для развязки в разных уровнях железной и автомобильной дорог на подходах к мосту).
Железнодорожный путь размещен от оси моста на расстоянии 7,175 м к востоку, а ось автомобильной дороги, имеющей ширину 11 м, на расстоянии 2,425 м к западу. Это решение привело к очень неравномерному распределению тяжелой железнодорожной нагрузку между обеими арками. Более 80 % этой нагрузки передается проезжей частью восточной арке и только около 20 % — западной.
Для лучшего вовлечения западной арки в работу вместе с восточной обе арки на средней трети протяжения связаны жесткой сплошной конструкцией, выполняющей функции продольных и поперечных связей. Такое решение оказалось рациональным благодаря тому, что арки наклонены друг к другу вершинами, под углом 13° к вертикали. При расстоянии между осями арок в уровне проезда, равном 23 м, расстояние между ними в замке составляет всего 3,6 м.
Подвески наклонены в обоих направлениях под углом 55° к линии проезда, образуя ромбические ячейки между точками их пересечения. Стальные канаты закрытого типа, из которых устроены подвески, имеют диаметры от 69 до 104 мм и свиты из холоднотянутых круглых, клиновидных и Z-образных проволок с пределом прочности 130 кг/мм².
Для главной фермы со стороны железнодорожного пути интенсивность постоянной нагрузки от веса проезжей части оказалась недостаточной и ее пришлось искусственно увеличить специальным балластом, состоящим из бетона и металлического лома и уложенным в 50 ящиков размером 1,25 х 1,90 х 0,40 м, которые прикрепляли между продольными балками железнодорожного пути. Таким образом, арка с затяжкой была превращена в многорешетчатую параболическую ферму с жестким верхним поясом, что значительно повысило вертикальную жесткость.  
Промежуточные опоры массивные железобетонные на кессонном основании. Длина моста составляет 963,4 м, а вместе с подходами — 1300 м, ширина — 21 м.
Мост предназначен для движения поездов, автотранспорта, велосипедистов и пешеходов. Проезжая часть включает в себя 2 полосы для движения автотранспорта. Тротуар и велосипедная дорожка расположены сбоку и отделены от проезжей части железобетонным парапетом. Перильное ограждение металлическое простого рисунка. 
Мост был построен во время холодной войны, поэтому были предусмотрены 6 шахт для закладки взрывчатки. Заряды были соединены с контрольным пунктом, расположенным на расстоянии около 1 км в Гросенброде. После окончания холодной войны шахты были замурованы, их положение можно определить по шести квадратным участкам нового асфальта на подъезде к мосту со стороны материка.

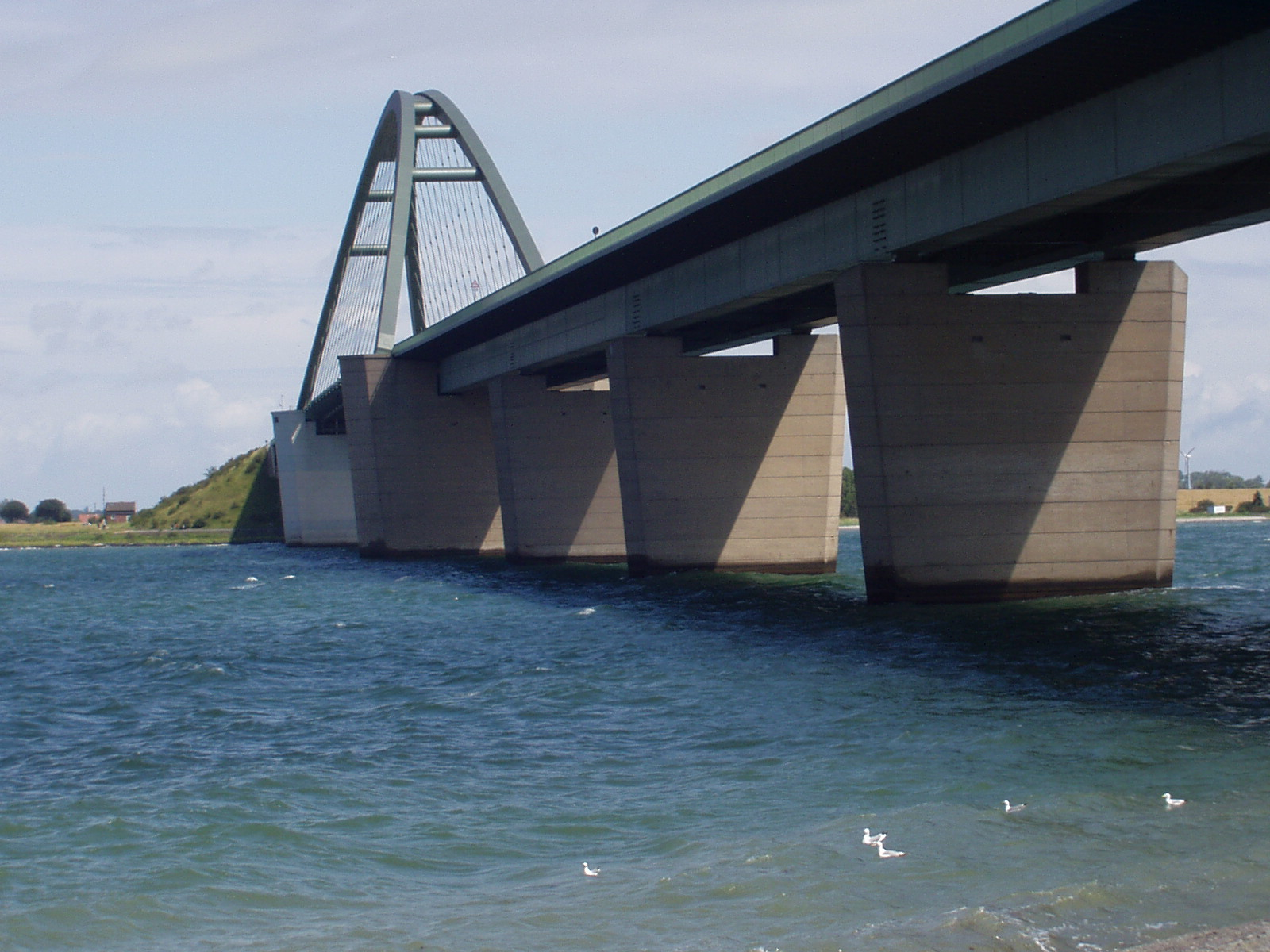
Вид на мост с южного берега
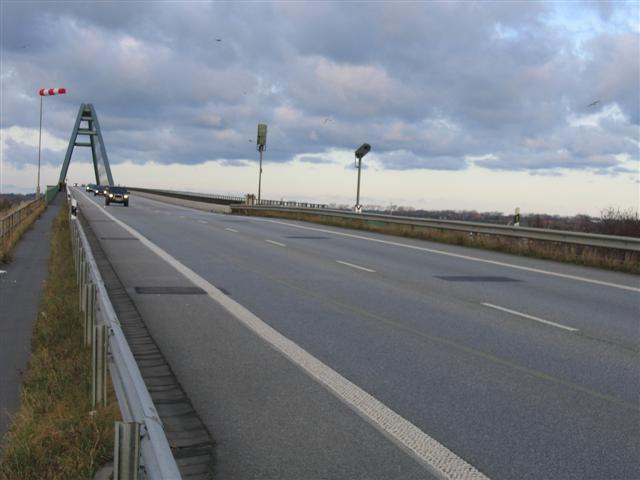
6 асфальтовых участков над бывшими шахтами для взрывчатки
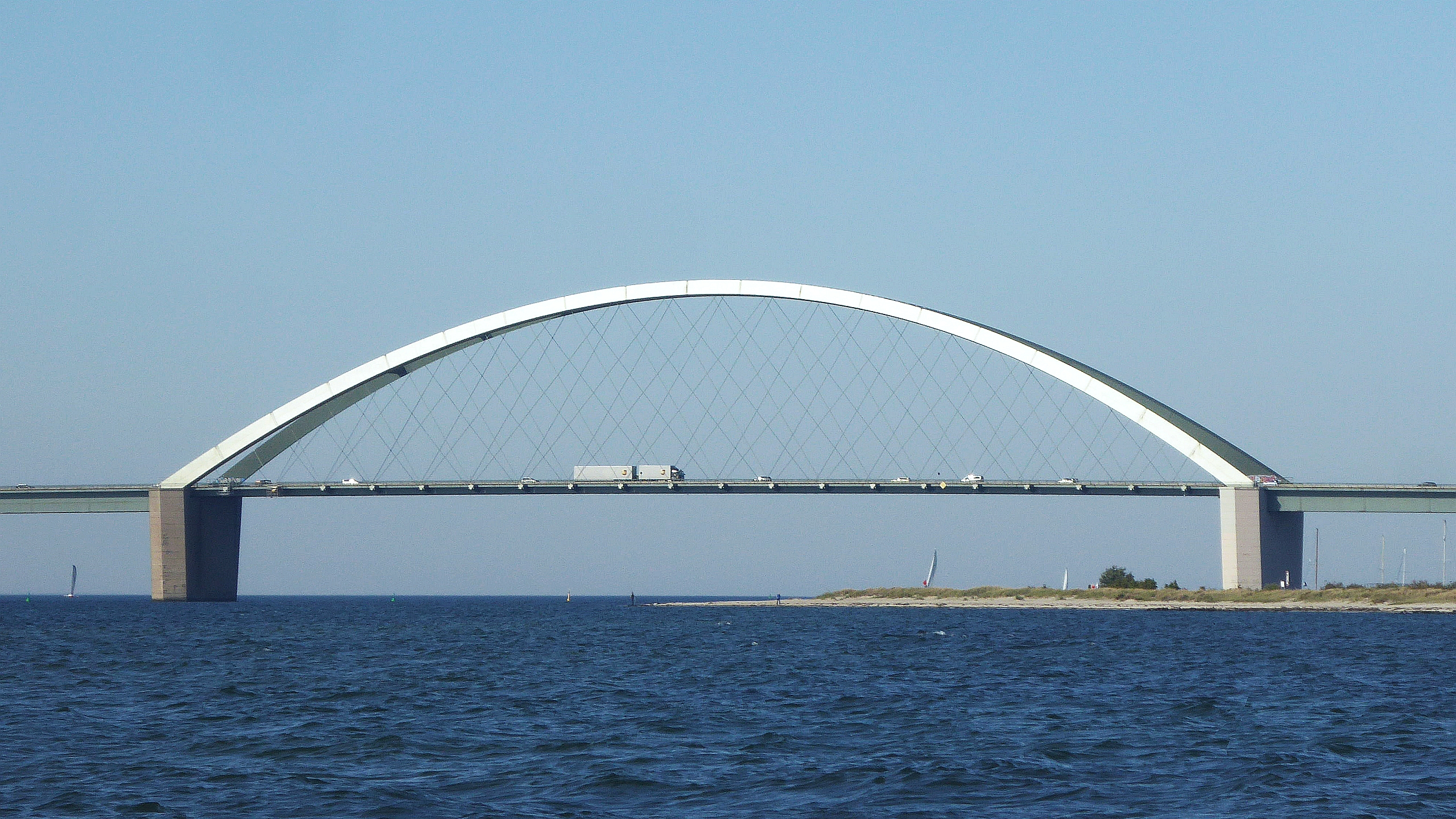
Центральный пролет моста
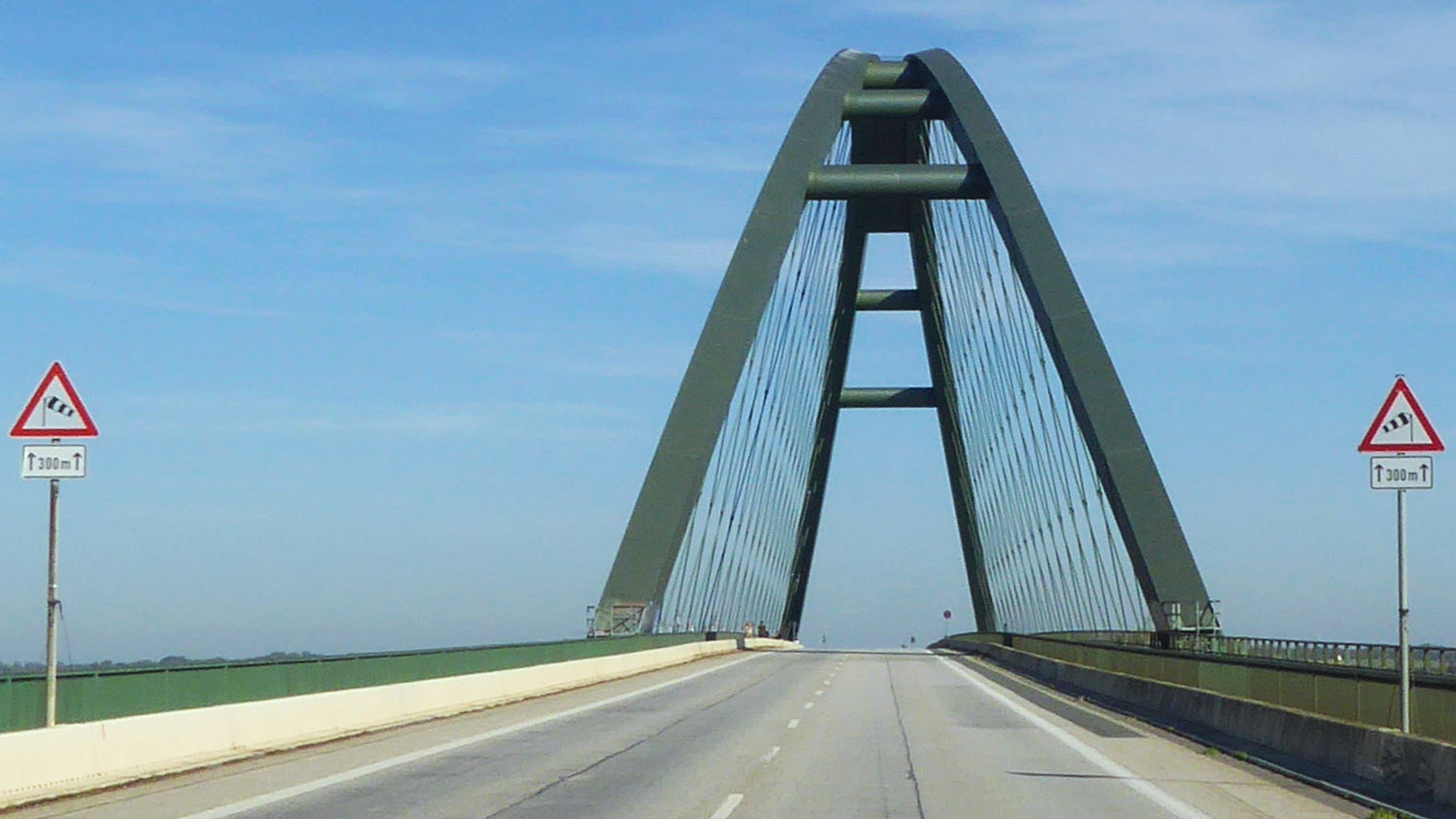
Проезжая часть моста